# Palazzo della Provincia (Ravenna)

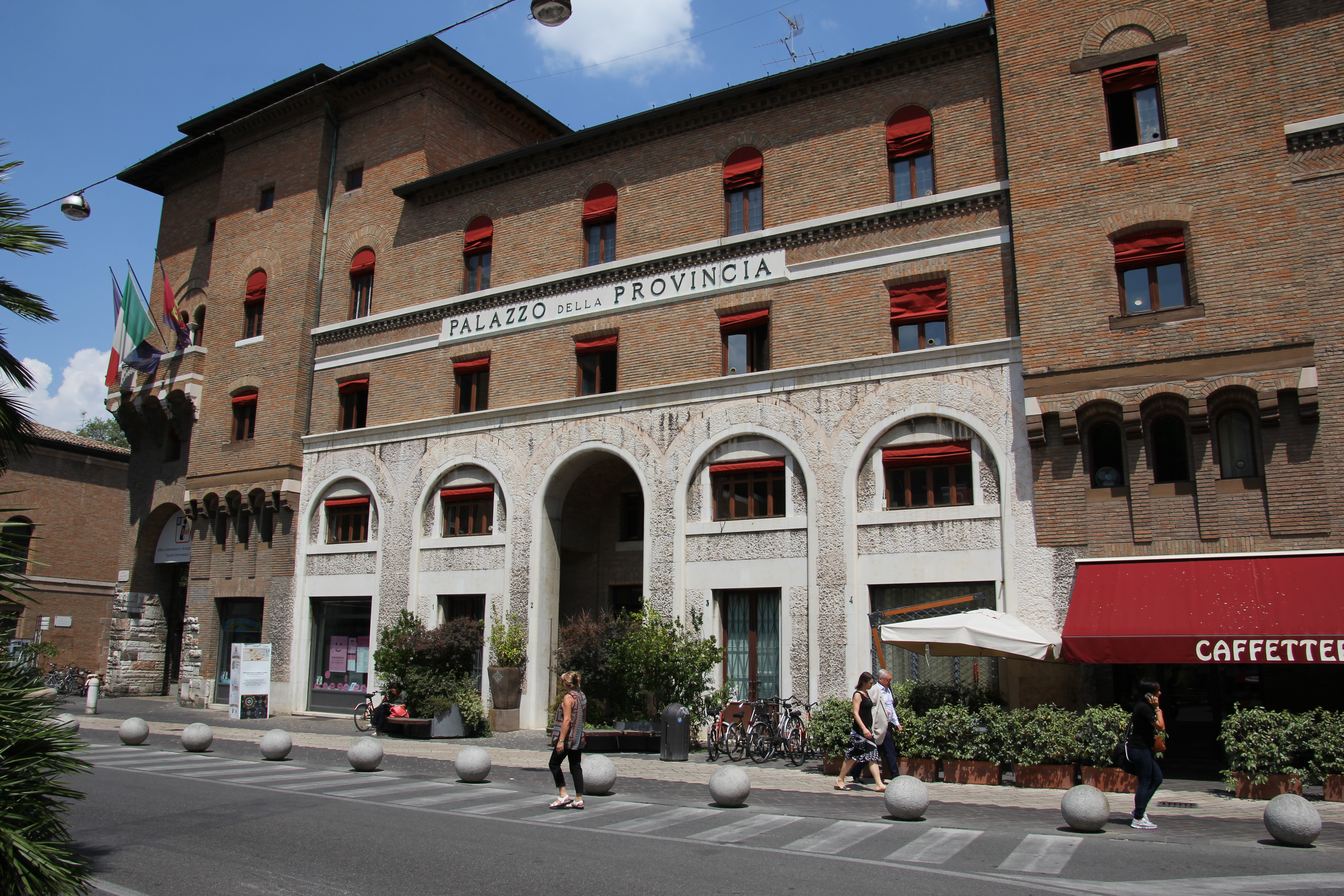
Fassade des Palazzo della Provincia in Ravenna

Der Palazzo della Provincia ist ein Palast aus den 1920er-Jahren in Ravenna in der italienischen Region Emilia-Romagna. Er liegt an der Piazza San Francesco 1 und beherbergt heute die Krypta der Rasponis und die hängenden Gärten.

## Palast

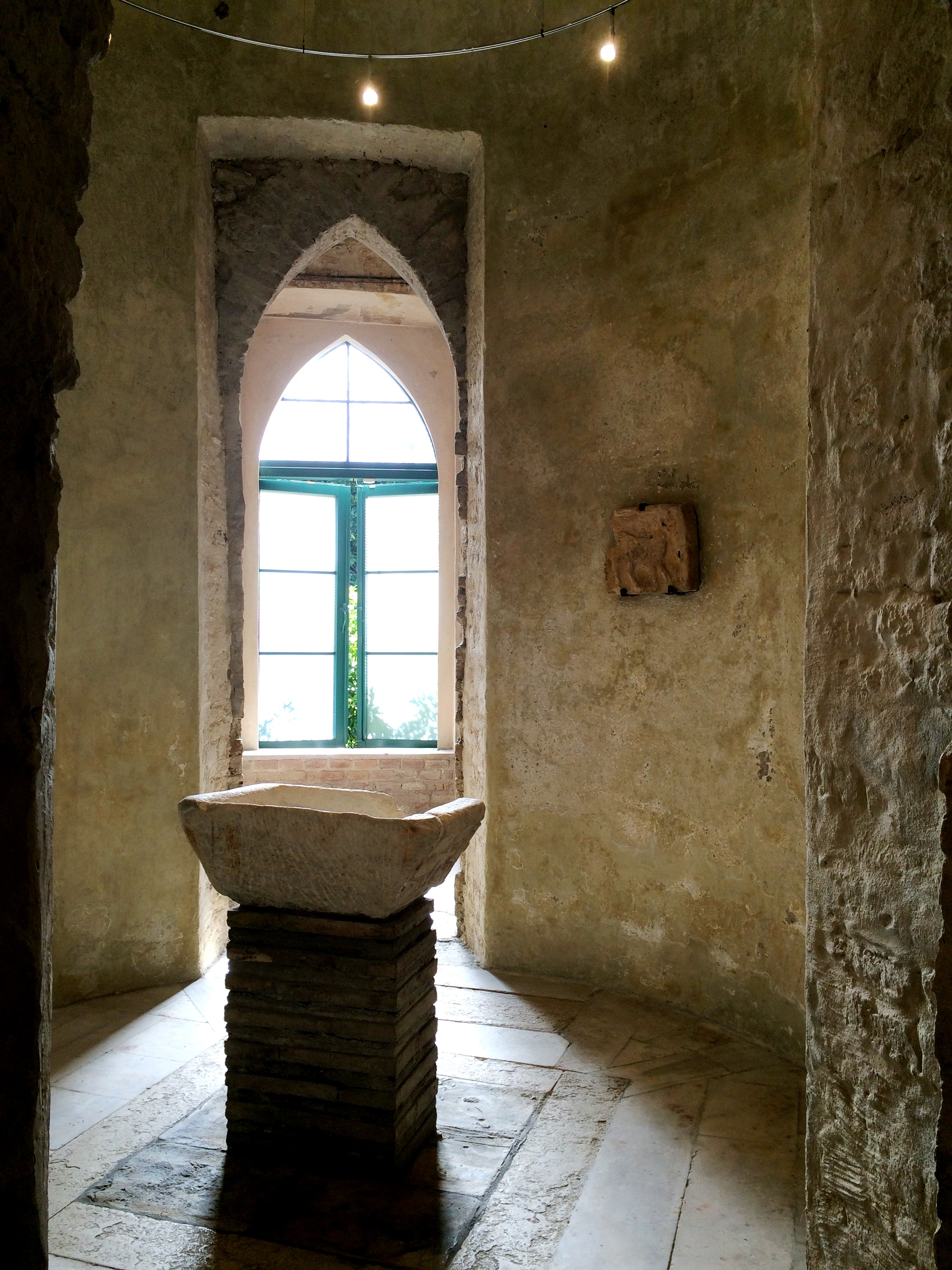
Ein Raum der Krypta der Rasponis

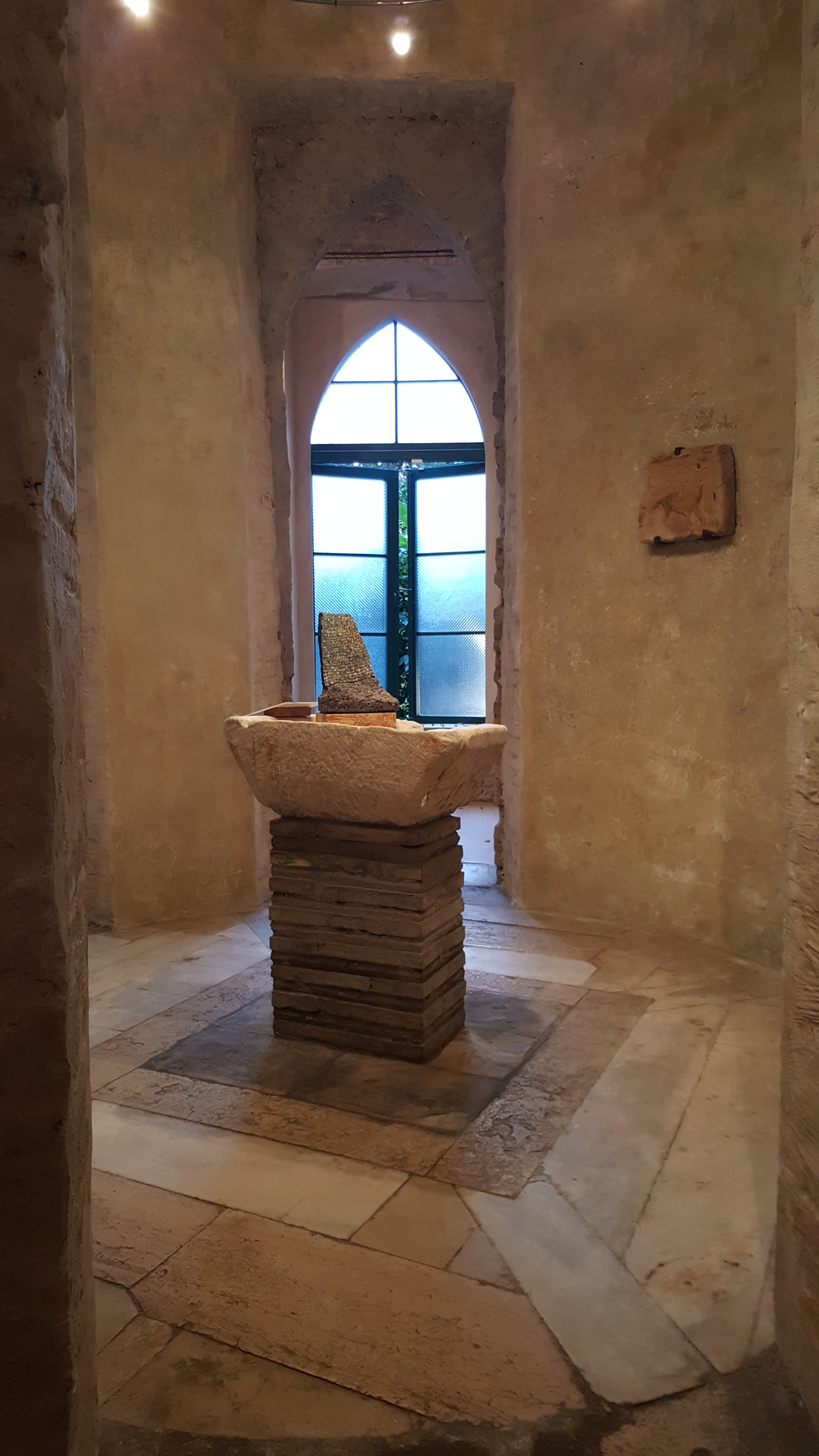
Krypta der Rasponis

Das heutige Gebäude ersetzte den alten Palast der Familie Rasponi, der aus dem 17. Jahrhundert stammte. Dieser diente den Patriziern bis 1886 als Residenz und wurde dann in ein Hotel umgebaut. 1922 brannte es bis auf die Grundmauern nieder.
Zwischen 1926 und 1928 wurde der heutige Palast unter Leitung des Architekten Giulio Ulisse Arata aus Piacenza errichtet. Das neuromantische Gebäude mit starken Anklängen an die byzantinische Tradition wurde 1936 eingeweiht.
Vom alten Palast überlebte nur die Krypta (das älteste Element des heutigen Palastes) und die fliegende Passage über die Via Santi. Heute ist in dem Palast die Verwaltung der Provinz Ravenna untergebracht.

## Krypta und Garten

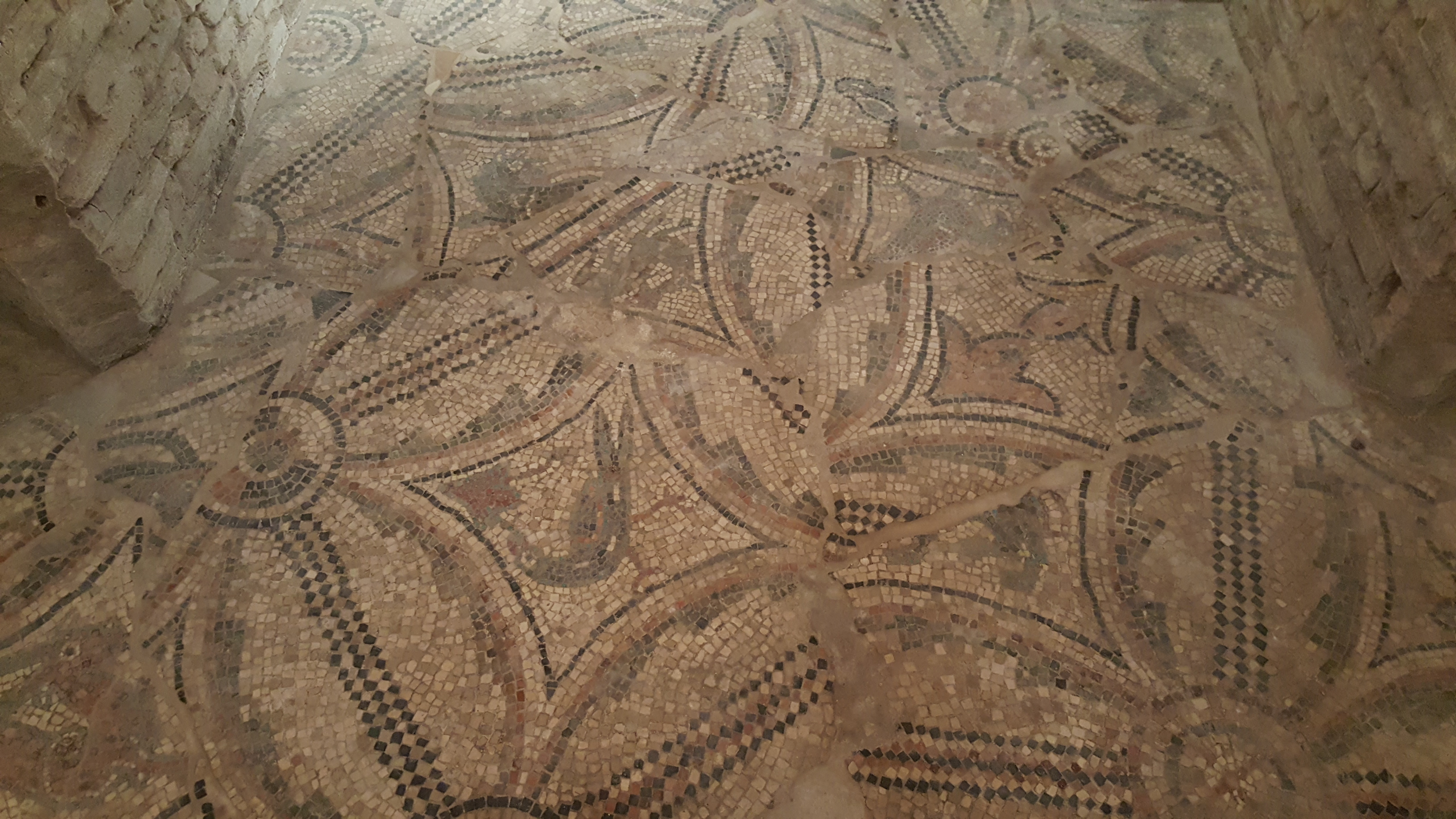
Mosaik in der Krypta der Rasponis

Die Krypta der Rasponis besteht aus einer kleinen Privatkapelle zur Aufnahme der sterblichen Überreste der Familienmitglieder; sie wurde später dieser Funktion angepasst. Sie besteht aus drei Räumen: Dem Eingangsraum, der sich unter einem neugotischen Türmchen aus dem 19. Jahrhundert befindet; ein kleiner Raum, der eine Steinkugel mit der Inschrift sic vita pendet ab alto (dt.: So hängt das Leben am Hohen) und schließlich ein Raum, in dem ein kleiner Altar für Gottesdienste steht. Charakteristisch für dieses Gebäude ist das Bodenmosaik, das auf das 6. Jahrhundert zurückzuführen ist und aus der Kirche „San Severo in Classe“ stammt, die bei einem Erdbeben zerstört worden war. Das Mosaik zeigt Ziermotive und Tierfiguren, wie Hühner, Gänse, Widderköpfe und Schlangen und ist mit Emaille farblich gestaltet.
Der Garten, den ein runder Brunnen und ein neugotischer Turm dominieren, hat einen hängenden Teil mit Belvedere zur Piazza San Francesco hin; er verbindet den Garten mit der Terrasse über dem Gewölbe. Dieses Gewölbe, das auf 1839 datiert wird, verband früher den Palazzo Rasponi mit den Stallungen und den Lagerräumen, indem es die Via Santi überspannte.